# توماس چسنو
توماس چسنو (انگلیسی: Thomas Chesneau؛ زادهٔ ۲۸ آوریل ۱۹۹۹) بازیکن فوتبال اهل فرانسه است.
از باشگاه‌هایی که در آن بازی کرده‌است می‌توان به باشگاه فوتبال دینامو بخارست اشاره کرد.